# Live on the Other Side
Live on the Other Side è il quinto album video del gruppo musicale statunitense Korn, pubblicato il 20 luglio 2006 dalla Virgin Records.

## Descrizione
Diretto da Lawrence Jordan, questo DVD contiene un'esibizione del 2005 al Hammerstein Ballroom di New York. Contiene inoltre documentari, backstage e interviste. Le prime 70 000 copie di Live on the Other Side includono un tagliando che permette di avere due biglietti gratis per l'edizione del 2006 del Family Values Tour.

## Tracce
1. Intro
2. Here to Stay
3. Twist
4. Got the Life
5. Liar
6. A.D.I.D.A.S.
7. Coming Undone
8. Dirty
9. Falling Away from Me
10. Twisted Transistor
11. Did My Time
12. Shoots and Ladders
13. One – originariamente interpretata dai Metallica
14. Freak on a Leash
15. Another Brick in the Wall/Goodbye Cruel World – originariamente interpretata dai Pink Floyd
16. Blind
17. Somebody Someone
18. Hypocrites
19. Y'All Want a Single
20. Credits

## Formazione
- Jonathan Davis – voce, cornamusa
- James "Munky" Shaffer – chitarra
- Reginald "Fieldy" Arvizu – basso
- David Silveria – batteria